# Spektroskopie nukleární magnetické rezonance

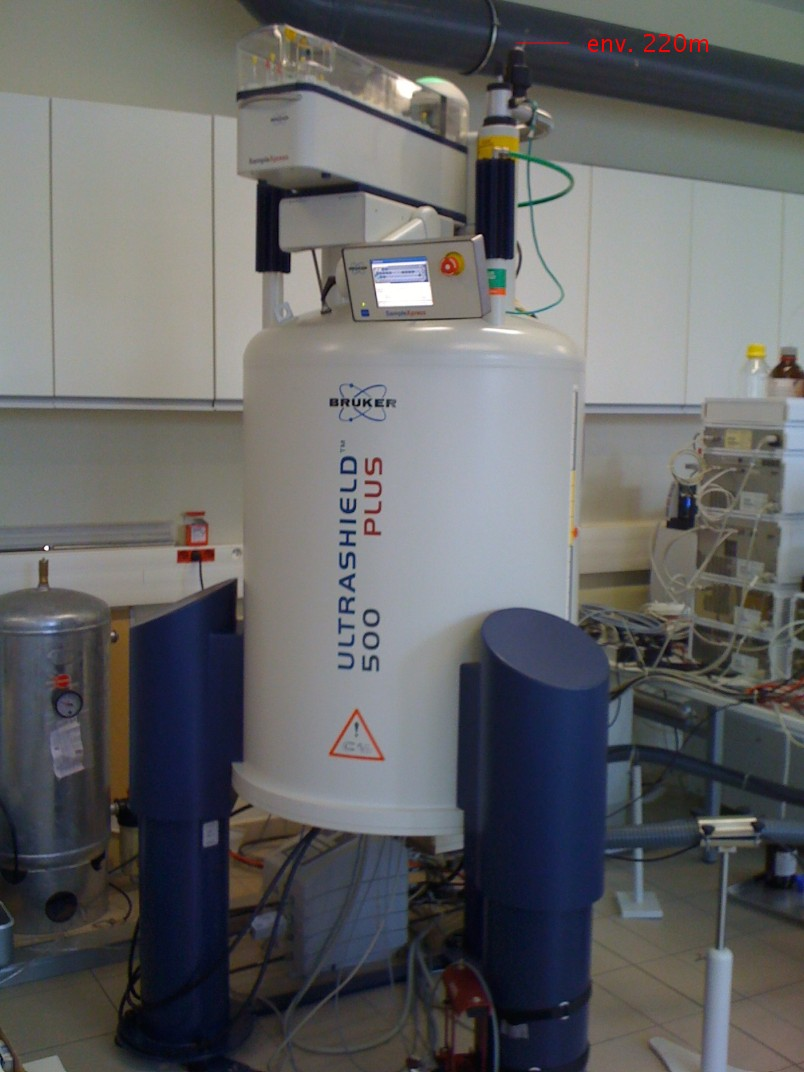
500MHz NMR spektrometr

Spektroskopie nukleární magnetické resonance neboli NMR spektroskopie (zkratka NMR pochází z angl. Nuclear magnetic resonance) je fyzikálně-chemická analytická metoda využívající interakce atomových jader s nenulovým jaderným spinem a magnetického pole. Zkoumá rozdělení energií jaderného spinu v magnetickém poli a přechody mezi jednotlivými spinovými stavy vyvolané působením radiofrekvenčního záření.
Na základě NMR spektroskopie lze určit složení a strukturu molekul zkoumané látky i jejich množství. Moderními metodami NMR spektroskopie lze zjistit i prostorovou strukturu menších proteinů (do 25 kDa), podobně jako pomocí rentgenové strukturní analýzy.

## Princip
Základní princip NMR spektroskopie je následující: nejdříve se sledovaná atomová jádra s nenulovým jaderným spinem umístí do vnějšího magnetického pole s intenzitou B0. V něm se jádra mohou uspořádat pouze do omezeného počtu energetických stavů. V dalším kroku je navozen přestup jader mezi těmito stavy pomocí radiofrekvenčního záření o frekvenci, která je typická pro určitý typ jádra. Výsledné spektrum se poté sestaví měřením relaxace (návratu) excitovaných jader do základního stavu.

### Nenulový jaderný spin
Jádra atomů mohou mít vlastní jaderný spin I, stejně jako protony a neutrony, ze kterých jsou složeny. Pokud jsou počty protonů i neutronů v jádru sudé, dojde ke spárování spinů jednotlivých typů částic a výsledný jaderný spin je nulový. Všechna ostatní jádra mají nenulový spin, přičemž jádra se sudým nukleonovým číslem mají celočíselný spin (např. pro jádro deuteria 2H I = 1) a jádra s lichým nukleonovým číslem mají spin rovný neceločíselnému násobku jedné poloviny (např. pro jádro vodíku 1H I = 1/2); jádra se spinem vyšším než 7/2 se vyskytují jen ojediněle. Jádra s nenulovým spinem vykazují též nenulový magnetický moment a mohou být proto měřena v rámci NMR spektroskopie. Nejčastěji se jedná o jádra vodíku 1H a uhlíku 13C, které se hojně vyskytují v organických sloučeninách.
| Izotop | Přírodní výskyt (%) | Protonové číslo | Neutronové číslo | Jaderný spin I |
| ------ | ------------------- | --------------- | ---------------- | -------------- |
| 1H     | 99,9844             | 1               | 0                | 1/2            |
| 2H     | 0,0156              | 1               | 1                | 1              |
| 13C    | 1,108               | 6               | 7                | 1/2            |
| 17O    | 0,037               | 8               | 9                | 5/2            |
| 19F    | 100,0               | 9               | 10               | 1/2            |

### Chování jader v externím magnetickém poli

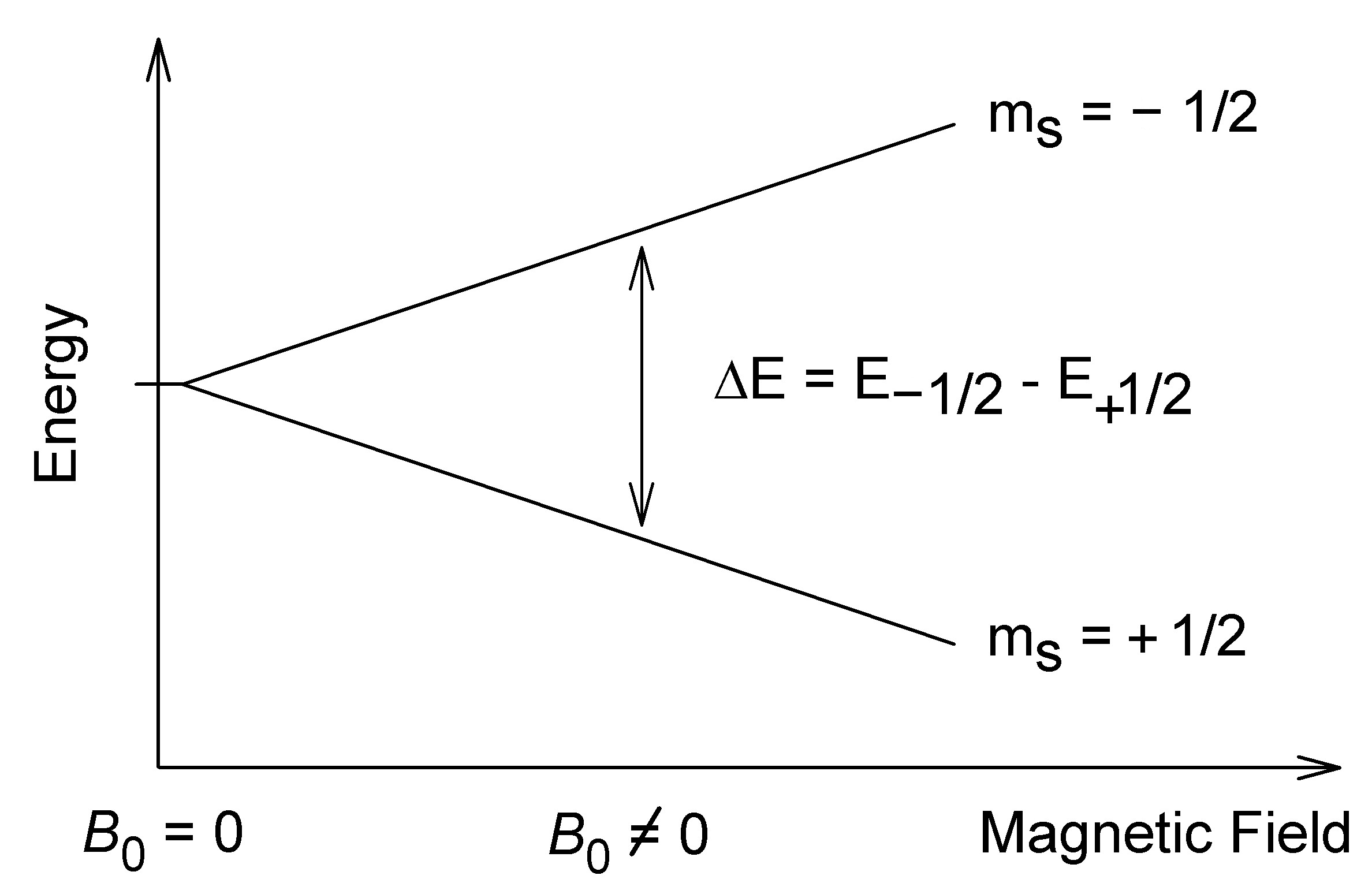
Rostoucí síla magnetického pole zvyšuje rozdíl ΔE mezi energetickými hladinami (pro jádro s I=1/2)

Za běžných podmínek jsou magnetické momenty pozorovaných jader uspořádány náhodně. Jakmile jsou ale vystaveny působení magnetického pole, uspořádají se do 2I+1 energetických stavů, které popisujeme magnetickým kvantovým číslem m, jenž nabývá hodnot {-I; -I+1; ... ; I-1; I}. Energie E pro i-tý stav přímo závisí na magnetickém kvantovém čísle stavu a síle magnetického pole B0:
{\displaystyle E_{i}=-m_{i}\gamma \hbar B_{0}},
kde γ značí gyromagnetický poměr daného izotopu a {\displaystyle \hbar } redukovanou Planckovu konstantu. Z uvedeného vztahu plyne, že stav s nejvyšším magnetickým kvantovým číslem má nejnižší energii a je tedy nejstabilnější Celkem může jádro v magnetickém poli uskutečnit 2I přechodů mezi těmito stavy, a to vždy mezi dvojicí stavů, pro které platí Δm = ±1. Energie všech těchto povolených přechodů bude tedy pro dané jádro stejná, a to
{\displaystyle \Delta E=\left\vert \gamma \right\vert \hbar B_{0}},
kde je použita absolutní hodnota gyromagnetického poměru, aby byl rozdíl energií kladný i pro jádra, která mají γ < 0.
Jelikož jde o relativně malý rozdíl, ke změně energetického stavu stačí energie kinetických srážek částic vzorku při pokojové teplotě, a rozdíl populací částic tedy není velký; konkrétně je dán Boltzmannovým rozdělením, roste tedy se silnějším magnetickým polem a klesající teplotou. Proto je NMR spektroskopie o něco méně citlivou metodou v porovnání s některými jinými absorpčními analýzami.

### Absorpce záření o rezonanční frekvenci

Precesní pohyb magnetického momentu jádra (černý vektor) kolem osy (zeleně) pro jádra se záporným a kladným gyromagnetickým poměrem

Magnetický moment jádra v magnetickém poli koná precesní pohyb, tzv. Larmorovu precesi o Larmorově frekvenci {\displaystyle \omega } (pokud se udává v Hz a ne v rad/s, bývá značena {\displaystyle \nu } nebo {\displaystyle \nu _{L}}). Tu lze vyjádřit při spojení vztahů pro energii daného stavu jádra a pro energii fotonu:
{\displaystyle \omega ={\frac {\Delta E}{h}}={\frac {\left\vert \gamma \right\vert \hbar B_{0}}{h}}={\frac {\left\vert \gamma \right\vert B_{0}}{2\pi }}}.
Pokud je jádro zasaženo radiofrekvenčním zářením o této frekvenci, dojde k rezonanci a změně energetického stavu jádra na vyšší hladinu. Jakmile je zdroj záření nebo magnetické pole odstraněno, dojde k obnovení rovnovážného stavu a část jader se vrátí na nižší energetickou hladinu, což je provázeno emisí záření o charakteristické energii - ta je měřena a zpracována v použitelné spektrum.

### Závislost rezonanční frekvence na okolí jádra
Celková hodnota B0 magnetické indukce by působila jen na holé jádro zbavené svého elektronového obalu; skutečná hodnota působící na jádro v atomu se od této hodnoty liší. Je to dáno tzv. stíněním jádra: elektrony v obalu vlivem externího pole rotují kolem jádra a tento pohyb generuje slabší magnetické pole, které dosahuje 0,00001-0,0001 násobku intenzity B0 a má opačnou orientaci. Výsledné magnetické pole působící na jádro je tedy rozdílem těchto dvou magnetických polí a je dáno vztahem
{\displaystyle B=B_{0}(1-\sigma )},
kde se σ nazývá stínící konstantou. Ta se s hodnotou B0 nemění, protože silnější externí magnetické pole vyvolává i silnější reakci elektronového obalu.
V molekulách je situace komplikovanější, jelikož v některých případech může být externí magnetické pole naopak posíleno, stále se však používá termín jaderného stínění. Obecně platí, že intenzita B je v molekule závislá na elektronové hustotě v blízkém okolí jádra - vodíková jádra v molekule methanolu tak například poskytují rozdílné signály, jestliže se nachází v hydroxylové skupině, než když jsou navázána na atom uhlíku. Díky této zásadní skutečnosti je možné využít NMR spektroskopii jako kvalitativní analytickou metodu.

## Využití
NMR spektroskopie se využívá ke kvantitativní i kvalitativní analýze, lze ji použít pro studium pevných, kapalných i plynných látek. Poskytuje informace o složení, struktuře i čistotě vzorku. Pomáhá pochopit dynamické děje na molekulární úrovni, využívá se ke studiu materiálů, nanočástic i organických makromolekul, a to včetně pozorování in vivo. Jedná se o nedestruktivní analytickou metodu.

## Metody buzení NMR spektra

### Metoda spojité vlny
Vývojově starší (též CW z Continuous wave) řešení NMR spektroskopie spočívá ve spojité změně frekvence budícího radiofrekvenčního záření nebo vzácněji ve změně intenzity magnetického pole. Pro získání přesného spektra je ale zapotřebí pomalý průchod celým spektrem frekvencí, proto je metoda časově náročnější. Jakmile je pak nutné potlačit šum (například při analýze prvků, které se přirozeně vyskytují v malých množstvích), je z tohoto důvodu nereálné provádět potřebná stovky až tisíce měření.

### Pulzní metoda s Fourierovou transformací

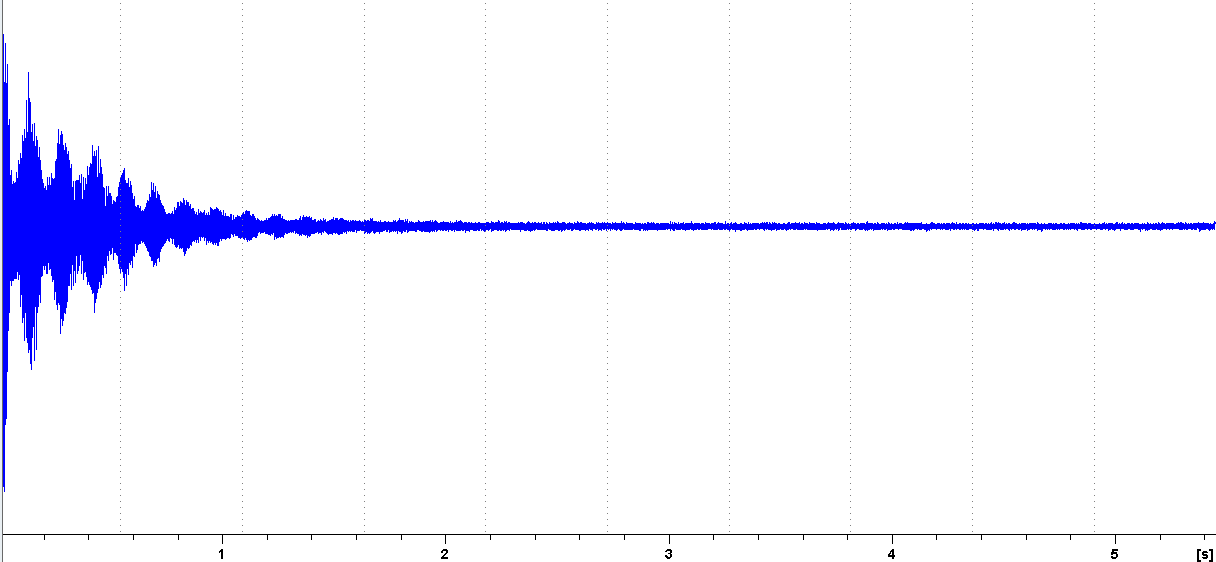
FID před zpracováním Fourierovou transformací (^{1}H NMR spektrometrie)

Pulzní metoda (FT-NMR) využívá současné excitace jader v širším pásmu frekvencí pomocí krátkého (typicky 1-10 μs) a silného (asi 10000× oproti spojité vlně) pulzu radiofrekvenčního záření. V cívce detektoru se měří elektrický proud indukovaný návratem magnetického momentu jader do základního stavu. Tento proud se s časem charakteristicky zmenšuje v rámci tzv. volného poklesu indukce (FID z Free Induction Decay). Interference takových signálů z několika různých jader se obtížně interpretuje, proto je nutné signál zpracovat Fourierovou transformací (FT). Výsledkem je podobné spektrum, jaké lze získat metodou spojité vlny.

## NMR spektrum

### Chemický posun a použití standardu

Chemická struktura tetramethylsilanu (TMS), používaného jako standard v NMR spektroskopii

NMR spektrometry používají různé intenzity magnetického pole B0, proto se na vodorovné ose spektra místo frekvence, která na B0 závisí, nachází chemický posun δ. Ten se vypočítá jako rozdíl resonanční frekvence analytu a standardu vydělený pracovní frekvencí spektrometru:
{\displaystyle \delta ={\frac {\nu _{i}-\nu _{std}}{\nu _{0}}}}.
Jedná se o bezrozměrnou veličinu, která se udává v ppm. Jako standard se zpravidla používá tetramethylsilan, který má dvanáct ekvivalentních vodíkových jader a díky tomu poskytuje silný a jasný referenční signál. Jeho hodnota je na ose x umístěna do nuly a některé moderní NMR spektrometry tuto rezonanční frekvenci umí vypočítat, takže není nutné TMS do vzorku fyzicky přidávat.

### Spin-spinové interakce
| Multiplet | Počet píků | Poměr intenzit |
| --------- | ---------- | -------------- |
| singlet   | 1          | 1              |
| dublet    | 2          | 1:1            |
| triplet   | 3          | 1:2:1          |
| kvartet   | 4          | 1:3:3:1        |

Kromě chemického posunu způsobeného stínícím efektem elektronového obalu má na výsledné spektrum vliv i přítomnost dalších jader s nenulovým spinem v okolí měřeného jádra. Jeho vlivem je signál měřeného jádra "rozštěpen" na více menších píků, uspořádaných do tzv. multipletu. Vzdálenost těchto dílčích píků je dána hodnotou spin-spinové interakční konstanty J a jejich počet je dán množstvím těchto interagujících jader.

^{1}H NMR spektrum ethanolu: tři různé typy vodíkových jader (1 hydroxylové, 2 na uhlíku uprostřed řetězce a 3 na jeho konci) tvoří tři skupiny píků. Modře (triplet) a zeleně (kvartet) zbarvené vodíky vzájemně podléhají spin-spinové interakci, proto jsou jejich signály rozděleny na příslušný počet dílčích píků.

Nejjednodušší případ nastává, pokud s měřeným jádrem interaguje n jader s I = 1/2 a stejnou interakční konstantou. Signál je v tomto případě rozdělen do (n+1) dílčích píků a poměr jejich výšek je dán koeficienty binomického rozvoje pro dané n (lze je nalézt např. v Pascalově trojúhelníku). Tento případ nejčastěji nastává v 1H NMR spektroskopii, kde je signál daného protonu štěpen signály vodíkových jader na sousedních uhlících.
Pokud na jádro zároveň působí více interakcí s rozdílnými interakčními konstantami (např. pokud by na jádro 1H působily zároveň 1H a 13C jádra), jejich účinek se skládá a vznikají složitější spektra.

## NMR spektrometr
Hlavní charakteristikou NMR spektrometru je intenzita jeho magnetického pole B0. Místo její hodnoty v jednotkách Tesla se běžně používá resonanční frekvence vodíkového jádra 1H v daném spektrometru. Čím vyšší je hodnota B0 (a tedy i rezonanční frekvence 1H), tím vyšší je energetický rozdíl hladin jader v magnetickém poli. Spolu s tím vzniká i větší nepoměr populací jader v jednotlivých hladinách a spektrometr je tedy citlivější. Zatímco rané NMR spektrometry měly hodnoty pohybující se v desítkách MHz, moderní přístroje dosahují až 1,2 GHz (prototyp 1,3 GHz byl vyvinut v roce 2025). Ke generaci magnetického pole se používají supravodivé elektromagnety ze slitin niobu a cínu nebo titanu, které jsou chlazeny kapalným heliem, které je navíc chlazeno kapalným dusíkem. Komerčně dostupné jsou i stolní NMR spektrometry využívající permanentní magnety.
Aby bylo měření přesné, je nutné zajistit homogenitu a stálost magnetického pole. To je zajištěno sledováním rezonanční frekvence jader v rozpouštědle (například 2H jader v deuterochloroformu), která by v ideálním magnetickém poli měla být konstantní, a tzv. shimmingem, tedy regulací magnetického pole pomocí sady speciálních cívek.
Kyveta se vzorkem se do spektrometru vkládá z vrchu. Vzorek je umístěn v rotoru, který zajišťuje správné umístění do měřící sondy. Rotor zároveň umožňuje rotaci vzorku v průběhu měření, aby došlo k vyrovnání případných nedokonalostí ve složení vzorku. Jelikož analyzovaným vzorkem je většinou roztok, je nutné použít deuterované rozpouštědlo, které má izotopy 1H nahrazeny deuteriem. Tím se potlačí signály rozpouštědla v 1H NMR a zároveň se jádra deuteria využívají k lockování spektrometru (v případě měření 2H NMR se využívá zpravidla jádro 19F). Mezi nejběžnější patří deuterochloroform, deuterovaný dimethylsulfoxid, deuterovaný aceton, těžká voda a deuterovaný tetrachlormethan.

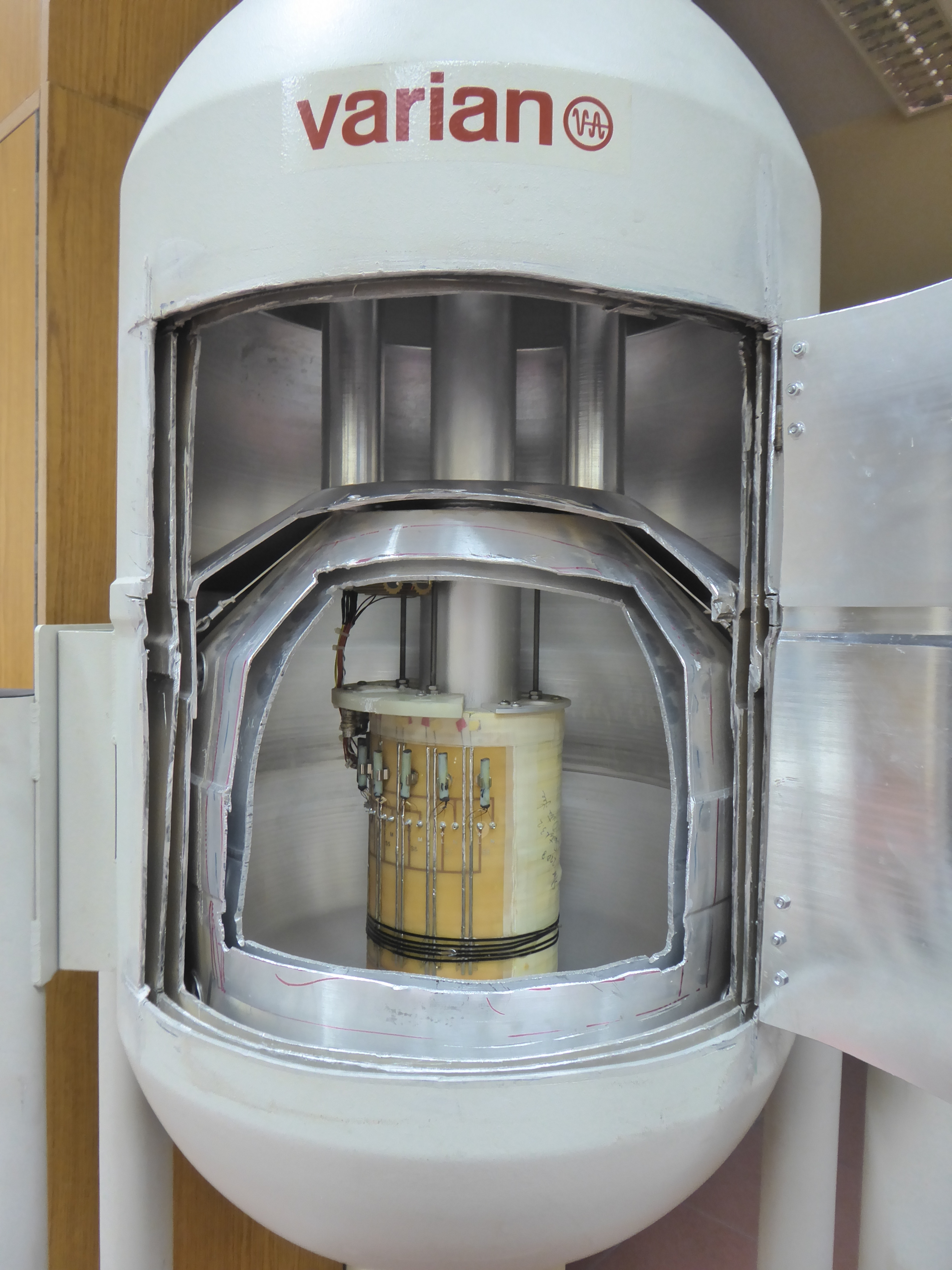
Řez NMR magnetem
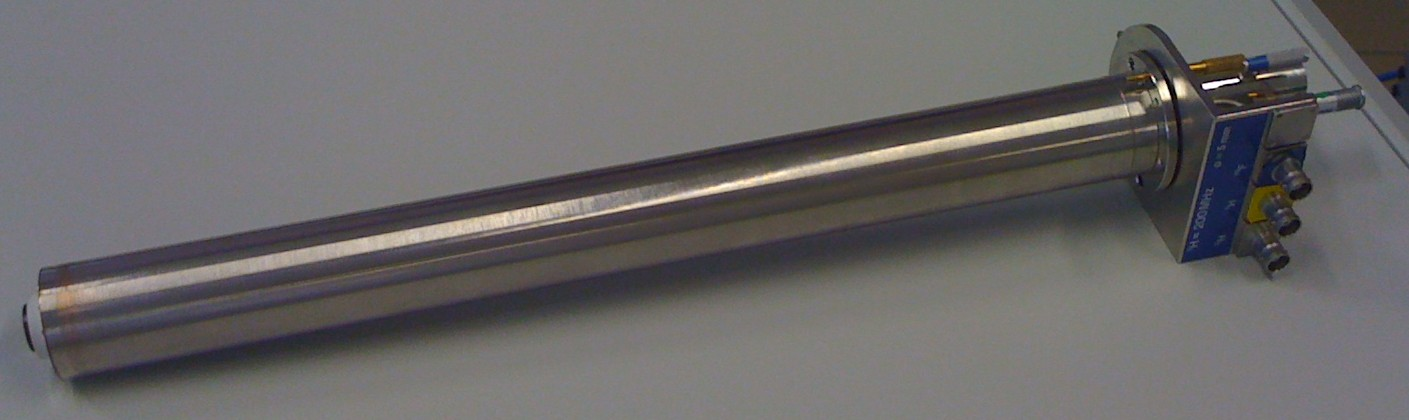
NMR sonda
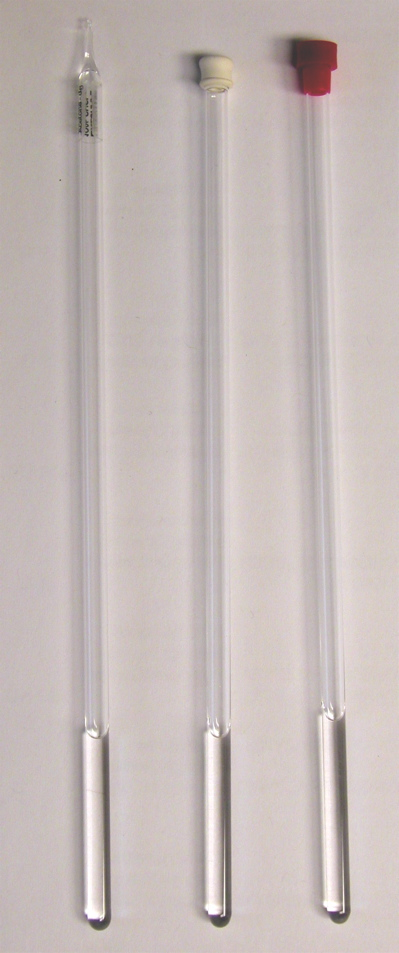
Skleněné NMR kyvety se vzorky

## Nejběžnější typy NMR spektroskopie

### 1H NMR spektroskopie
1H (protonová) NMR spektroskopie je nejčastěji využívanou metodou NMR spektroskopie. Sledovaným jádrem je jádro vodíku, tedy proton, které má spin I = 1/2 a v magnetickém poli nabývá dvou možných energetických hodnot. Další dva izotopy vodíku, deuterium a tritium, sice rovněž poskytují NMR signál, ale 1H se přirozeně vyskytuje mnohem častěji. Tento typ spektroskopie navíc poskytuje další informace o složení molekuly, jelikož plochy pod píky poměrově odpovídají zastoupení různých typů neekvivalentních vodíkových jader v molekule. Chemické posuny v 1H NMR spektroskopii se pohybují obvykle v rozmezí 0-20 ppm.

### 13C NMR spektroskopie
Nejběžnější izotop uhlíku 12C neposkytuje NMR spektrum a zastoupení izotopu 13C je přirozeně velmi nízké, jedná se tedy o nepříliš citlivou metodu, která je po protonové přesto druhou nejpoužívanější. Rozvoj této metody umožnilo rozšíření FT-NMR spektrometrie, která dokáže rychle akumulovat spektra a potlačit tak přirozený šum. Chemické posuny uhlíků v organických molekulách bývají rozšířeny v širším intervalu (cca 0-220 ppm) než u 1H spektrometrie, díky čemuž mohou být jejich spektra přehlednější.